# José Duro y Garcés
José Duró y Garcés (Yanguas, província de Sòria, 1797 - Madrid, 30 d'agost de 1855) fou un químic espanyol, acadèmic de la Reial Acadèmia de Ciències Exactes, Físiques i Naturals.

## Biografia
Començà a estudiar a Sòria i el 1809 deixà els estudis a la Universitat de Valladolid per lluitar en la guerra del francès com a cadet dels Dragons de Sòria. El 1817 deixà la carrera militar per estudiar física i química al Col·legi de Farmàcia de Madrid i mineralogia al Reial Gabinet d'Història Natural. El febrer de 1820, pensionat per l'industrial Rafael de Rodas, anà a estudiar a París, on va ser deixeble al Col·legi de França dels químics Louis Nicolas Vauquelin, Louis Jacques Thénard i Pierre Louis Dulong. També va prendre l'aplicació de les vies seca i humida a l'anàlisi química i a les arts d'Augustin Barruel. Després estudià a la Universitat de la Sorbona, on fou deixeble de Joseph-Louis Gay-Lussac, Jean Baptiste Biot, Claude Servais Mathias Pouillet i François Sulpica Beudant.
En 1827 va tornar a Espanya i de 1828 a 1833 fou catedràtic de química docimàstica a l'Escola d'Enginyers de Mines. En 1833 fou nomenat inspector de districte del Reial Cos Facultatiu de Mines. En 1841 va ser director d'una fàbrica de salnitre i blau de Prússia, d'una altra factoria especialitzada en la fosa de minerals argentífers i d'una destil·leria de licors. En 1851 fou nomenat assajador major de metalls de la Casa de la Moneda i en 1853 fou escollit acadèmic de la Reial Acadèmia de Ciències Exactes, Físiques i Naturals, en la que va ingressar amb el discurs Sobre los diferentes métodos de ensayar y afinar los metales preciosos y sus aleaciones más usuales.